# Bahnstrecke Neukirch West–Bischofswerda
| Ausschnitt der Streckenkarte Sachsen 1902 |                       |                                   |                            |
| Streckennummer: | 6217; sä. NnB         |                                   |                            |
| Kursbuchstrecke (DB): | 235                   |                                   |                            |
| Kursbuchstrecke: | 135 (1934) 161 (1946) |                                   |                            |
| Streckenlänge: | 9,426 km              |                                   |                            |
| Spurweite: | 1435 mm (Normalspur)  |                                   |                            |
| Streckenklasse: | CM4                   |                                   |                            |
| Maximale Neigung: | 12,5 ‰                |                                   |                            |
| Minimaler Radius: | 577 m                 |                                   |                            |
| Streckengeschwindigkeit: | 120 km/h              |                                   |                            |
| |                       |                                   |                            |
| \| \| \| von Bautzen \| \| \| \| 0,000 \| Neukirch (Lausitz) West \| 344 m \| \| \| \| nach Bad Schandau \| \| \| \| 2,500 \| Bachbrücke (48 m) \| Bachbrücke (48 m) \| \| \| 3,094 \| Viadukt Putzkau (397 m) \| Viadukt Putzkau (397 m) \| \| \| 3,385 \| Putzkau (ehem. Bf) \| 313 m \| \| \| 5,860 \| Schmölln (Oberlausitz) (ehem. Bf) \| 303 m \| \| \| 8,504 \| Brücke Werkgraben (48 m) \| Brücke Werkgraben (48 m) \| \| \| \| von Görlitz und von Kamenz \| \| \| \| 9,426 \| Bischofswerda \| 288 m \| \| \| \| nach Dresden-Neustadt \| \| |                       |                                   |                            |
| Strecke |                       | von Bautzen                       | von Bautzen                |
| Bahnhof | 0,000                 | Neukirch (Lausitz) West           | 344 m                      |
| Abzweig geradeaus und nach links |                       | nach Bad Schandau                 | nach Bad Schandau          |
| Brücke | 2,500                 | Bachbrücke (48 m)                 | Bachbrücke (48 m)          |
| Brücke | 3,094                 | Viadukt Putzkau (397 m)           | Viadukt Putzkau (397 m)    |
| Haltepunkt / Haltestelle | 3,385                 | Putzkau (ehem. Bf)                | 313 m                      |
| Haltepunkt / Haltestelle | 5,860                 | Schmölln (Oberlausitz) (ehem. Bf) | 303 m                      |
| Brücke | 8,504                 | Brücke Werkgraben (48 m)          | Brücke Werkgraben (48 m)   |
| Abzweig geradeaus und von rechts |                       | von Görlitz und von Kamenz        | von Görlitz und von Kamenz |
| Bahnhof | 9,426                 | Bischofswerda                     | 288 m                      |
| Strecke |                       | nach Dresden-Neustadt             | nach Dresden-Neustadt      |

Die Bahnstrecke Neukirch West–Bischofswerda ist eine eingleisige Hauptbahn in der südlichen Oberlausitz in Sachsen, die einst als kurze Verbindungsbahn zwischen den Strecken Bautzen–Bad Schandau und Görlitz–Dresden erbaut worden war. Heute ist sie Teil der überregionalen Fernverbindung von Liberec über Zittau nach Dresden.

## Geschichte
Der Bau einer Eisenbahn zwischen Neukirch und Bischofswerda war schon um 1870 in den ursprünglichen Planungen der Südlausitzer Bahn enthalten gewesen. Man hatte sich dann jedoch für eine Streckenführung von Großschönau über Warnsdorf, Ebersbach, Wilthen, Neustadt nach Dürrröhrsdorf entschieden, die am 1. September 1877 in Betrieb genommen wurde. Um deren Streckenführung im Hinblick auf den geplanten durchgehenden Verkehr aus und in Richtung Dresden zu verkürzen, wurden 1875/76 im sächsischen Landtag noch die Strecken Niederneukirch–Bischofswerda und Oberoderwitz–Eibau genehmigt. Die Strecke Niederneukirch–Bischofswerda wurde am 15. August 1879 eröffnet.

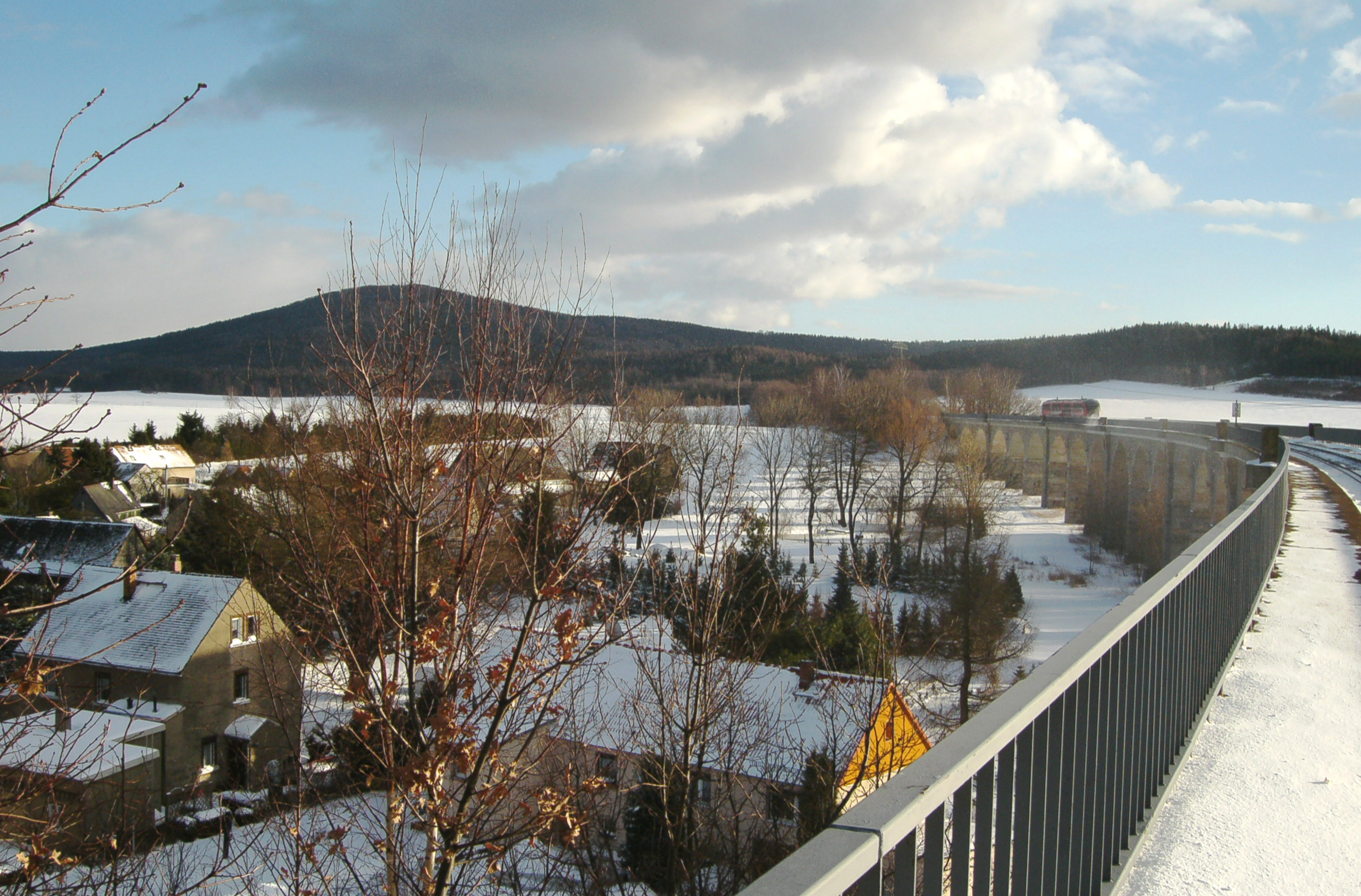
Regionalbahn nach Zittau auf dem Putzkauer Viadukt mit Blick zum Valtenberg

Die eingleisige Strecke dient heute fast ausschließlich den jeweils im 2-Stunden-Takt verkehrenden Regionalverkehrslinien RE2 und RB61 der Relation Dresden Hauptbahnhof–Zittau(–Liberec). Diese Leistungen wurden von DB Regio im Rahmen eines Verkehrsvertrages mit dem ZVON erbracht. Seit dem Fahrplanwechsel im Dezember 2014 bedient die Die Länderbahn die Strecke unter dem Markennamen Trilex.
Planmäßiger Güterverkehr wird heute nur noch durch das private Eisenbahnverkehrsunternehmen ITL mit Sitz in Dresden abgewickelt. Bedient wird das Schotterwerk in Oberottendorf an der in Neukirch West abzweigenden Strecke nach Bad Schandau, bis Juni 2009 auch die Weinbrennerei in Wilthen an der anschließenden Bahnstrecke Bautzen–Bad Schandau. An der Strecke Neukirch West–Bischofswerda selbst bestehen keine Gütertarifpunkte mehr.
Am 15. Oktober 2019 wurde ein Reisezugfahrplan wirksam, der konsequent auf den neuen Nulltaktknoten Zittau ausgerichtet ist. Die Regionalexpresszüge kreuzen seitdem zweistündlich in Bischofswerda zur üblichen Symmetrieminute, und bieten dort einen Eckanschluss von und nach Richtung Görlitz.

## Streckenbeschreibung
Die Strecke verlässt den weit außerhalb des Ortes gelegenen Bahnhof Neukirch (Lausitz) West in westlicher Richtung. In einem weiten Rechtsbogen durchschneidet die Strecke zunächst ein Waldgebiet. In der Ortslage Putzkau überquert die Strecke auf einem fast 400 Meter langen, einetagigen Viadukt die weite Talwanne der Wesenitz, kurz danach folgt der heutige Haltepunkt Putzkau. Die restliche Strecke bis Bischofswerda schneidet die hügeligen Ausläufer des Lausitzer Berglandes. In den Bahnhof Bischofswerda mündet die Strecke von Südosten gemeinsam mit der Linie Görlitz–Dresden ein.

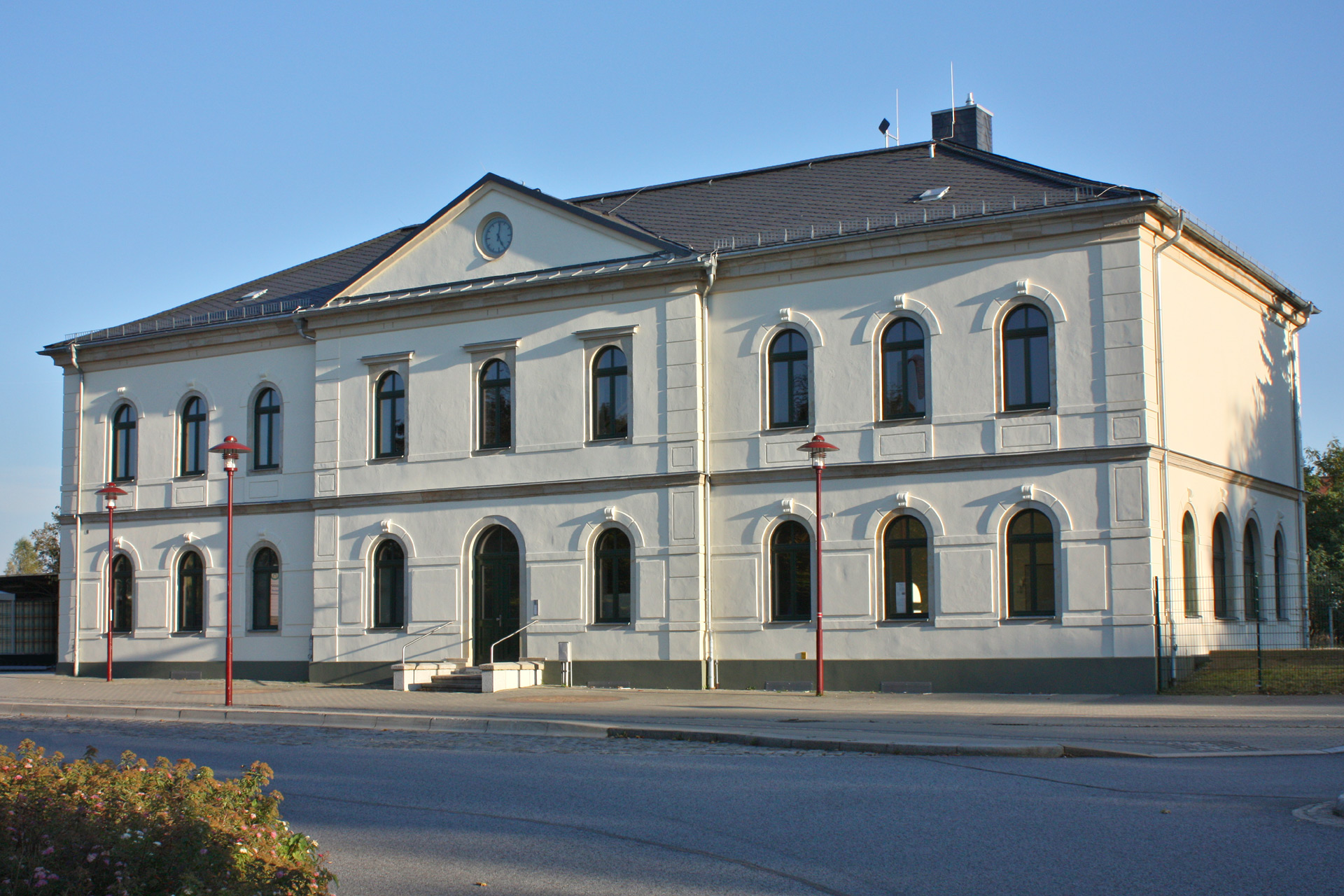
Bahnhof Bischofswerda
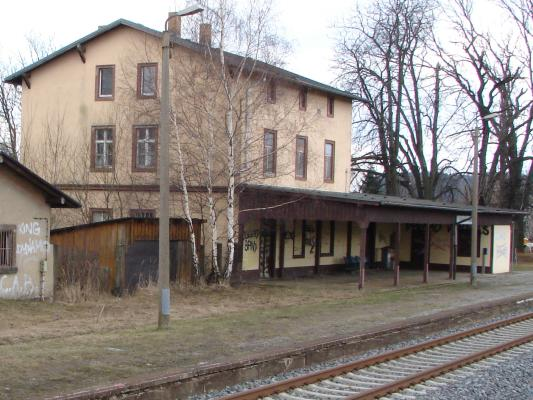
Bahnhof Schmölln
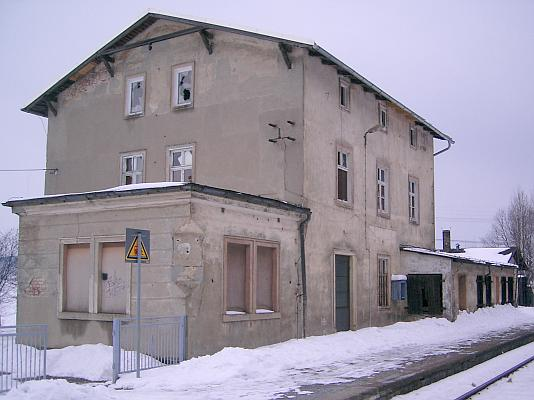
Bahnhof Putzkau
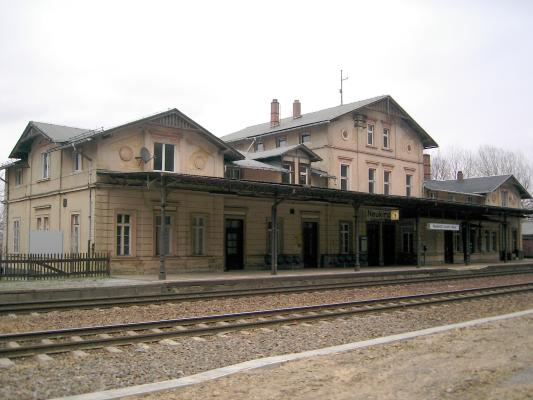
Bahnhof Neukirch West

## Fahrzeugeinsatz
Prägend in der Dampflokzeit waren die Baureihen 38.10–40 im Personenverkehr und 52 im Güterverkehr. Ab der Zeit um 1935 wurde der Eilzug Dresden–Zittau mit Triebwagenzügen, bestehend aus dieselelektrischen Triebwagen und Beiwagen von dem Bw Dresden-Pieschen gefahren. Diese Triebwagenverbindung wurde bis 1965 betrieben. 

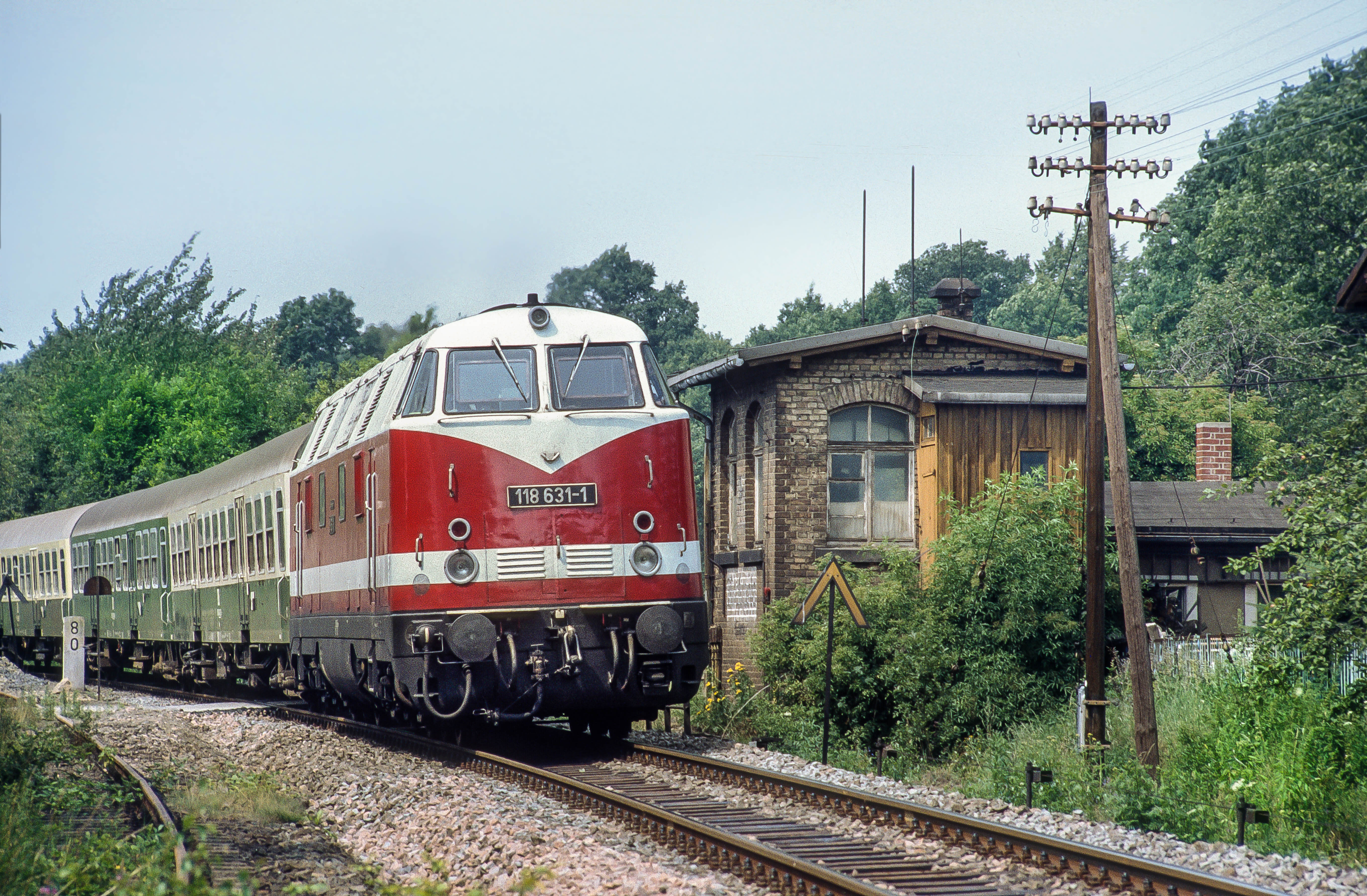
Reisezug nach Zittau bei Bischofswerda (1991)

Bis Ende der 1980er Jahre bestanden die Eilzüge Dresden–Zittau in aller Regel aus einer Lokomotive der DR-Baureihe 118 und Modernisierungs-Schnellzugwagen. Erst um 1988 wurde der Wagenpark der Eilzüge auf die seinerzeit modernen Mitteleinstiegswagen der Bauart Halberstadt umgestellt. Vor den Personenzügen kamen meist die Lokomotiven der DR-Baureihe 110 zum Einsatz. Nahgüterzüge verkehrten noch bis 1988 meist mit Dampflokomotiven der DR-Baureihe 52.80. Ein Einsatz der schweren sowjetischen Großdiesellokomotiven war wegen Meterlastbeschränkungen auf den Brücken nicht möglich.
Ab Anfang der 1990er kamen dann die rumänischen Lokomotiven der DR-Baureihe 119 vor allen Zügen zum Einsatz. Nach der Ertüchtigung der Viadukte und der Anhebung der möglichen Meterlasten war ab Mitte der 1990er Jahre auch die Baureihe 232/234 auf der Strecke zugelassen. Ihr Einsatz erfolgte vor allem vor den Wendezügen des Nahverkehrs.
Um 2000 lösten moderne Regionaltriebwagen die lokbespannten Wendezüge ab. Die Regionalbahnen fahren seitdem mit Fahrzeugen der Baureihe 642 (Desiro). Die Regionalexpress-Züge wurden aus Fahrzeugen der Baureihe 612 gebildet, die aber wegen des fehlenden Streckenausbaues ohne Neigetechnik verkehrten.
Auf Bestellung des ZVON kommen seit 11. Dezember 2011 auch bei den Regionalexpress-Zügen Desiro zum Einsatz. Wegen des geringen Verkehrsaufkommens verkehren die Fahrzeuge meist einzeln.